# Cadillac (banda)
Cadillac es una banda española de pop rock formada a finales de la década de 1970.

## Historia
El grupo fue fundado en Madrid en 1976 por José María Guzmán (guitarra y voz) y Eduardo Ramírez (bajo y voz) que, junto al productor Juan Velón de Francisco, decidieron hacer un grupo de voces.
Ambos músicos eran especialistas en coros de grabación y como se veían continuamente en ellas les gustó su forma de cantar juntos y empezó la idea. Más tarde incorporaron a Pedro Sánchez (teclista y voz), que también era cantante y técnico de sonido, y al juntarse los tres es cuando se hizo la fusión de esas voces tan  especiales. Por último contactaron con Javier de Juan (batería) y así surgió el cuarteto original.
José María Guzmán, procedía de otro grupo exitoso de los setenta, Cánovas, Rodrigo, Adolfo y Guzmán. La idea que trascendía era la creación de una banda que contrarrestase la estética y los ritmos de la entonces pujante Movida madrileña, mediante una presentación elegante y cuidada que hacía suyos ciertos elementos de la canción melódica de la década precedente.
En 1981 publican su álbum debut Pensando en ti, bajo el sello Polygram, que fue bien recibido por la crítica aunque no por el público. De este álbum salen los temas "Si faltas tú", "Pensando en ti" y "Se ha cruzado un tonto". Un año más tarde, Javier de Juan abandona el grupo, tras ser fichado por Mecano para acompañar en las galas al grupo, al tiempo que era fichado el batería Daniel Jacques Louis, que permanece dos años. Después Javier de Juan fundaría La Década Prodigiosa a finales del 84. Dos años más tarde se produce el siguiente relevo entre los miembros de la formación. Eduardo Ramírez, que no estaba de acuerdo con la política de la casa de discos, decidió irse y en su lugar entraron Pepe Marchante como guitarra y voz y un bajista para suplir a Eduardo.
Su segundo trabajo, en 1982, fue Llegas de madrugada que no tuvo tanto éxito pero tenía más calidad, como se aprecia en la canción que le da nombre al disco. 
El siguiente disco fue Un día más (1983), con el que se intentaba una remontada del grupo, tampoco tuvo éxito en España en lo comercial, pero sí de galas o conciertos. Diferente fue su recepción al otro lado del atlántico, el sencillo Perdí mi oportunidad fue un éxito en Latinoamérica, en países como Colombia, Venezuela, Perú, Chile y Argentina, liderando los rankings en 1983, siendo canción del año en Perú. Hasta el día de hoy sigue siendo el tema más emblemático del grupo y el más pedido por sus fanes. También se incluye en el disco el tema "Solo amor" que sería interpretado por otros artistas como Ana Gabriel. Hay que resaltar que estos dos discos los hicieron José María Guzmán, Eduardo Ramírez, Pedro Sánchez y Daniel Jacques.
Su cuarto disco Funkyllac, editado en 1984 fue la ruptura definitiva con su casa discográfica. Este LP incluía nuevos ritmos funky, gozó del favor del público, especialmente gracias a temas como Arturo o Amiga digital. 
Un año más tarde, en 1986, publican con el sello CBS el álbum Valentino, del cual se extrae el tema homónimo y "Como tú". Ese año, fueron seleccionados para representar a España en el Festival de la Canción de Eurovisión 1986 supuestamente tras la renuncia de Radio Océano al considerar que su estilo no encajaba en el certamen. Quedaron en el puesto 10º con la canción «Valentino».
Tras el discreto puesto en el festival y la salida de Marchante, el grupo terminaría finalmente disolviéndose.
En el año 2000 José María Guzmán decide refundar el grupo, estando sólo él como componente original, para actuar en la gira Leyendas del pop.
Hasta la actualidad sus miembros han mantenido proyectos por separado: Guzmán ha creado su propia discográfica (Cadillac Music) con la que en ha lanzado Bienvenido al club (2004) y 29 de febrero (2009) (disponibles a través de su web) y los componentes actuales (Guzmán, Sánchez y Ramírez) se han juntado de nuevo para editar un grandes éxitos (Cadillac: 25 años), con arreglos nuevos (no remasterizados) y con dos temas nuevos. Siguen ofreciendo conciertos por locales de Madrid y alrededores con temas propios y versiones de clásicos.

## Discografía
- Pensando en ti (1981)
- Llegas de madrugada (1982)
- Un día más (1983)
- Funkyllac (1984)
- Valentino (1986)
- Perdi mi oportunidad (1983)